# 西城秀樹の作品・出演一覧
西城秀樹の作品・出演一覧（さいじょうひできのさくひん・しゅつえんいちらん）は、西城秀樹の作品・出演に関する一覧記事である。

## 音楽

### シングル
| #        | 発売日          | タイトル                             | 作詞                              | 作曲                        | 編曲                | オリコン 最高位 |
| 1970年代 | 1970年代        | 1970年代                             | 1970年代                          | 1970年代                    | 1970年代            | 1970年代        |
| -------- | --------------- | ------------------------------------ | --------------------------------- | --------------------------- | ------------------- | --------------- |
| 1        | 1972年 3月25日  | 恋する季節                           | 麻生たかし                        | 筒美京平                    | 高田弘              | 42位            |
| 2        | 1972年 7月25日  | 恋の約束                             | たかたかし                        | 鈴木邦彦                    | 葵まさひこ          | 18位            |
| 3        | 1972年 11月25日 | チャンスは一度                       | たかたかし                        | 鈴木邦彦                    | 馬飼野康二          | 20位            |
| 4        | 1973年 2月25日  | 青春に賭けよう                       | たかたかし                        | 鈴木邦彦                    | 馬飼野康二          | 16位            |
| 5        | 1973年 5月25日  | 情熱の嵐                             | たかたかし                        | 鈴木邦彦                    | 馬飼野康二          | 6位             |
| 6        | 1973年 9月5日   | ちぎれた愛                           | 安井かずみ                        | 馬飼野康二                  | 馬飼野康二          | 1位 (4週連続)   |
| 7        | 1973年 12月5日  | 愛の十字架                           | たかたかし                        | 鈴木邦彦                    | 馬飼野康二          | 1位             |
| 8        | 1974年 2月25日  | 薔薇の鎖                             | たかたかし                        | 鈴木邦彦                    | 馬飼野康二          | 3位             |
| 9        | 1974年 5月25日  | 激しい恋                             | 安井かずみ                        | 馬飼野康二                  | 馬飼野康二          | 2位             |
| 10       | 1974年 8月25日  | 傷だらけのローラ                     | さいとう大三                      | 馬飼野康二                  | 馬飼野康二          | 2位             |
| 11       | 1974年 11月25日 | 涙と友情                             | たかたかし                        | 鈴木邦彦                    | あかのたちお        | 4位             |
| 12       | 1975年 2月25日  | この愛のときめき                     | 安井かずみ                        | あかのたちお                | あかのたちお        | 3位             |
| 13       | 1975年 5月25日  | 恋の暴走                             | 安井かずみ                        | 馬飼野康二                  | 馬飼野康二          | 3位             |
| 14       | 1975年 8月25日  | 至上の愛                             | 安井かずみ                        | 馬飼野康二                  | 馬飼野康二          | 6位             |
| 15       | 1975年 10月25日 | 白い教会                             | たかたかし                        | 鈴木邦彦                    | あかのたちお        | 4位             |
| 16       | 1976年 2月25日  | 君よ抱かれて熱くなれ                 | 阿久悠                            | 三木たかし                  | 三木たかし          | 3位             |
| 17       | 1976年 6月5日   | ジャガー                             | 阿久悠                            | 三木たかし                  | 三木たかし          | 3位             |
| 18       | 1976年 9月5日   | 若き獅子たち                         | 阿久悠                            | 三木たかし                  | 三木たかし          | 4位             |
| 19       | 1976年 12月20日 | ラストシーン                         | 阿久悠                            | 三木たかし                  | 三木たかし          | 8位             |
| 20       | 1977年 3月15日  | ブーメランストリート                 | 阿久悠                            | 三木たかし                  | 萩田光雄            | 6位             |
| 21       | 1977年 6月5日   | セクシーロックンローラー             | 阿久悠                            | 三木たかし                  | 萩田光雄            | 7位             |
| 22       | 1977年 9月5日   | ボタンを外せ                         | 阿久悠                            | 三木たかし                  | 三木たかし          | 12位            |
| 23       | 1978年 1月1日   | ブーツをぬいで朝食を                 | 阿久悠                            | 大野克夫                    | 萩田光雄            | 7位             |
| 24       | 1978年 3月5日   | あなたと愛のために                   | 東海林良                          | 大野克夫                    | 水谷公生            | 6位             |
| 25       | 1978年 5月25日  | 炎                                   | 阿久悠                            | 馬飼野康二                  | 馬飼野康二          | 5位             |
| 26       | 1978年 8月25日  | ブルースカイ ブルー                  | 阿久悠                            | 馬飼野康二                  | 馬飼野康二          | 3位             |
| 27       | 1978年 11月25日 | 遙かなる恋人へ                       | 竜真知子                          | 馬飼野康二                  | 馬飼野康二          | 8位             |
| 28       | 1979年 2月21日  | YOUNG MAN (Y.M.C.A.)                 | H.Belolo V.Wills あまがいりゅうじ | J.Morali                    | 大谷和夫            | 1位 (5週連続)   |
| 29       | 1979年 5月21日  | ホップ・ステップ・ジャンプ           | 山崎光                            | 水谷公生                    | 水谷公生 佐藤準     | 2位             |
| 30       | 1979年 9月5日   | 勇気があれば                         | 山川啓介                          | 筒美京平                    | 萩田光雄            | 3位             |
| 1980年代 |                 |                                      |                                   |                             |                     |                 |
| 31       | 1980年 1月5日   | 悲しき友情                           | 山川啓介                          | 筒美京平                    | 水谷公生            | 6位             |
| 32       | 1980年 3月21日  | 愛の園 (AI NO SONO)                  | S.Wonder 山川啓介                 | S.Wonder                    | 坂本龍一            | 7位             |
| 33       | 1980年 6月5日   | 俺たちの時代                         | たかたかし                        | 水谷公生                    | 佐藤準              | 6位             |
| 34       | 1980年 7月21日  | エンドレス・サマー                   | 岡田冨美子                        | 水谷公生                    | 船山基紀            | 12位            |
| 35       | 1980年 10月5日  | サンタマリアの祈り                   | なかにし礼                        | 川口真                      | 服部克久            | 13位            |
| 36       | 1980年 12月16日 | 眠れぬ夜                             | 小田和正                          | 小田和正                    | 船山基紀            | 10位            |
| 37       | 1981年 3月21日  | リトルガール                         | 竜真知子                          | 水谷公生                    | 水谷公生            | 9位             |
| 38       | 1981年 6月21日  | セクシーガール                       | 横浜銀蝿                          | 横浜銀蝿                    | 若草恵              | 10位            |
| 39       | 1981年 9月5日   | センチメンタルガール                 | あまがいりゅうじ                  | 鈴木キサブロー              | 若草恵              | 17位            |
| 40       | 1981年 12月20日 | ジプシー                             | 森雪之丞                          | 鈴木キサブロー              | 船山基紀            | 15位            |
| 41       | 1982年 3月25日  | 南十字星                             | 竜真知子                          | 水谷公生                    | 佐藤準              | 6位             |
| 42       | 1982年 6月21日  | 聖・少女                             | 松本隆                            | 吉田拓郎                    | 瀬尾一三            | 9位             |
| 43       | 1982年 9月30日  | 漂流者たち                           | 石坂まさを                        | 石坂まさを                  | 瀬尾一三            | 15位            |
| 44       | 1983年 2月1日   | ギャランドゥ                         | もんたよしのり                    | もんたよしのり              | 大谷和夫            | 14位            |
| 45       | 1983年 6月1日   | ナイトゲーム                         | E.Hamilton 山本伊織               | E.Hamilton                  | 前田憲男            | 19位            |
| 46       | 1983年 9月15日  | 哀しみのStill                        | 森田由美                          | 後藤次利                    | 後藤次利            | 29位            |
| 47       | 1984年 1月25日  | Do You Know                          | 湯川れい子                        | 小田啓義                    | 大谷和夫            | 30位            |
| 48       | 1984年 7月5日   | 背中からI Love You                   | 売野雅勇                          | 後藤次利                    | 後藤次利            | 30位            |
| 49       | 1984年 10月15日 | 抱きしめてジルバ -Careless Whisper-  | G.Michael A.Ridgeley 森田由美     | G.Michael A.Ridgeley        | 丸山恵市            | 18位            |
| 50       | 1985年 2月5日   | 一万光年の愛                         | 大津あきら                        | 井上大輔                    | 井上大輔            | 12位            |
| 51       | 1985年 5月9日   | ミスティー・ブルー                   | 森田由美                          | 岡本朗                      | 萩田光雄            | 27位            |
| 52       | 1985年 9月5日   | BEAT STREET                          | 吉田美奈子                        | 角松敏生                    | 角松敏生            | 51位            |
| 53       | 1985年 11月21日 | 腕の中へ -In Search of Love-         | B.Manilow 吉田美奈子              | B.Manilow H.Rice            | 船山基紀            | 10位            |
| 53       | 1986年 2月21日  | 腕の中へ -In Search of Love-         | B.Manilow 吉田美奈子              | B.Manilow H.Rice            | 船山基紀            | -               |
| 54       | 1986年 4月10日  | 追憶の瞳 〜LOLA〜                    | 大津あきら                        | 関口敏行                    | 船山基紀            | 26位            |
| 55       | 1986年 9月5日   | Rain of Dream 夢の罪                 | 松本一起                          | 沢村拓二                    | 難波弘之            | 44位            |
| 56       | 1986年 12月5日  | 約束の旅 〜帰港〜                    | 森田由美                          | 後藤次利                    | 後藤次利            | 41位            |
| 57       | 1987年 5月21日  | New York Girl                        | H.Hewett G.Duke 秋元康            | H.Hewett G.Duke             | G.Duke              | 50位            |
| 58       | 1987年 11月21日 | 心で聞いたバラード                   | 上杉伸之助                        | 濱田金吾                    | 大谷和夫            | 73位            |
| 59       | 1988年 4月1日   | Blue Sky                             | なかにし礼                        | 井上大輔                    | 村松邦男            | 60位            |
| 60       | 1988年 7月6日   | 夏の誘惑                             | なかにし礼                        | 井上大輔                    | 船山基紀            | 94位            |
| 61       | 1988年 8月31日  | ONE 〜愛する人のために〜             | 山川啓介                          | 松下誠                      | 松下誠              | -               |
| 62       | 1988年 11月1日  | 33才                                 | なかにし礼                        | J.Iglesias                  | 萩田光雄            | 49位            |
| 63       | 1989年 7月21日  | リバーサイドで逢いましょう           | 小林和子                          | 濱田金吾                    | 船山基紀            | -               |
| 1990年代 |                 |                                      |                                   |                             |                     |                 |
| 64       | 1990年 7月21日  | SHAKE MY DAY                         | 松本一起                          | S.Portaluri F.Zafret D.Sion | 鷺巣詩郎            | -               |
| 65       | 1991年 3月25日  | Rock Your Fire                       | サエキけんぞう                    | 織田哲郎                    | 織田哲郎            | 91位            |
| 66       | 1991年 4月21日  | 走れ正直者                           | さくらももこ                      | 織田哲郎                    | 織田哲郎            | 17位            |
| 67       | 1991年 11月21日 | もいちど                             | 沢ちひろ                          | 栗林誠一郎                  | 池田大介            | -               |
| 68       | 1992年 11月21日 | ブーメランストレート                 | 阿久悠 T's Party                  | 三木たかし 多々納好夫       | 池田大介            | -               |
| 69       | 1993年 11月21日 | いくつもの星が流れ                   | 文田博資                          | 文田博資                    | 芳野藤丸            | -               |
| 70       | 1994年 2月23日  | SAYYEA',JAN-GO                       | 坂田和子                          | 井上大輔                    | 杉山卓夫            | -               |
| 71       | 1995年 1月21日  | 黄昏よ、そばにいて                   | 荒木とよひさ                      | 浜圭介                      | 今泉敏郎            | 69位            |
| 72       | 1995年 6月7日   | 愛が止まらない 〜Turn it into love〜 | 及川眠子                          | M.Stock M.Aitken P.Waterman | 芳野藤丸            | 83位            |
| 73       | 1995年 11月22日 | 心の扉                               | 荒木とよひさ                      | 浜圭介                      | 芳野藤丸            | -               |
| 74       | 1996年 6月5日   | round'n'round                        | 白石紗澄李                        | 白石紗澄李                  | 白石紗澄李 鈴木雅也 | 70位            |
| 75       | 1996年 12月18日 | パラサイト・ラヴ                     | サンプラザ中野                    | 白石紗澄李                  | 白石紗澄李 鈴木雅也 | 77位            |
| 76       | 1997年 8月6日   | moment                               | 松井五郎                          | YOSHIKI                     | YOSHIKI             | 29位            |
| 77       | 1998年 5月21日  | 2Rから始めよう                       | 松任谷由実                        | 松任谷由実                  | 川口講一 松任谷正隆 | -               |
| 78       | 1999年 4月13日  | 最後の愛                             | 安部純                            | 平義隆                      | 武藤星児            | 80位            |
| 79       | 1999年 5月26日  | ターンAターン                        | 井荻麟                            | 小林亜星                    | 矢田部正            | 27位            |
| 80       | 1999年 11月17日 | Bailamos 〜Tonight we dance〜        | 根津洋子                          | P.Barry M.Taylor            | 門倉聡              | 30位            |
| 2000年代 |                 |                                      |                                   |                             |                     |                 |
| 81       | 2000年 4月26日  | Love Torture                         | m.c.A・T                          | AKIO TOGASHI                | AKIO TOGASHI        | 79位            |
| 82       | 2000年 10月17日 | 時のきざはし                         | Я・K                              | Я・K                        | 大島ミチル          | 46位            |
| 83       | 2001年 5月23日  | Jasmine                              | M.Yoshida                         | Я・K                        | 石川鉄男            | 77位            |
| 84       | 2002年 6月26日  | Everybody Dance                      | 有森聡美                          | 長谷川智樹                  | 長谷川智樹          | 72位            |
| 85       | 2003年 7月23日  | 粗大ゴミじゃねぇ                     | つんく                            | つんく                      | 高橋諭一            | 33位            |
| 86       | 2006年 9月27日  | めぐり逢い                           | 有森聡美                          | A.Gagnon                    | 塩入俊哉            | 36位            |
| 87       | 2009年 8月19日  | ベジタブル・ワンダフル               | 有森聡美                          | 宅見将典                    | 宅見将典            | -               |
| 2020年代 |                 |                                      |                                   |                             |                     |                 |
| 88       | 2022年 10月5日  | 終わらない夜                         | 柳達基                            | 宅見将典                    | 宅見将典            | 10位            |

### オリジナル・アルバム
| #        | 発売日                                       | タイトル                                               | 規格                 |
| 1970年代 | 1970年代                                     | 1970年代                                               | 1970年代             |
| -------- | -------------------------------------------- | ------------------------------------------------------ | -------------------- |
| 1        | 1972年11月5日                                | ワイルドな17才                                         | LP カセットテープ    |
| 1        | 1976年9月25日                                | ワイルドな17才                                         | LP カセットテープ    |
| 1        | 1999年7月23日                                | ワイルドな17才                                         | CD                   |
| 1        | 2021年6月18日                                | ワイルドな17才                                         | Blu-spec CD2         |
| 2        | 1973年3月25日                                | 青春に賭けよう                                         | LP カセットテープ    |
| 2        | 1976年9月25日                                | 青春に賭けよう                                         | LP カセットテープ    |
| 2        | 2021年6月18日                                | 青春に賭けよう                                         | Blu-spec CD2         |
| 3        | 1973年10月5日                                | エキサイティング秀樹 - ちぎれた愛/情熱の嵐             | LP カセットテープ    |
| 3        | 1976年9月25日                                | エキサイティング秀樹 - ちぎれた愛/情熱の嵐             | LP カセットテープ    |
| 3        | 1999年7月23日                                | エキサイティング秀樹 - ちぎれた愛/情熱の嵐             | CD                   |
| 3        | 2021年6月18日                                | エキサイティング秀樹 - ちぎれた愛/情熱の嵐             | Blu-spec CD2         |
| 4        | 1974年9月15日                                | 傷だらけのローラ                                       | LP カセットテープ    |
| 4        | 1976年9月25日                                | 傷だらけのローラ                                       | LP カセットテープ    |
| 4        | 1999年7月23日                                | 傷だらけのローラ                                       | CD                   |
| 4        | 2021年6月18日                                | 傷だらけのローラ                                       | Blu-spec CD2         |
| 5        | 1975年6月25日                                | エキサイティング秀樹 Vol.5 - 恋の暴走/この愛のときめき | LP カセットテープ    |
| 5        | 1976年9月25日 (『西城秀樹 第7集』として復刻) | エキサイティング秀樹 Vol.5 - 恋の暴走/この愛のときめき | LP カセットテープ    |
| 5        | 1999年7月23日                                | エキサイティング秀樹 Vol.5 - 恋の暴走/この愛のときめき | CD                   |
| 5        | 2021年6月18日                                | エキサイティング秀樹 Vol.5 - 恋の暴走/この愛のときめき | Blu-spec CD2         |
| 6        | 1976年6月25日                                | 愛と情熱の青春                                         | LP カセットテープ    |
| 6        | 2021年9月17日                                | 愛と情熱の青春                                         | Blu-spec CD2         |
| 7        | 1976年11月25日                               | 若き獅子たち                                           | LP カセットテープ    |
| 7        | 2021年9月17日                                | 若き獅子たち                                           | Blu-spec CD2         |
| 8        | 1977年7月25日                                | わが青春の北壁/西城秀樹                                | LP カセットテープ    |
| 9        | 1978年2月25日                                | ブーツをぬいで朝食を                                   | LP カセットテープ    |
| 9        | 2021年9月17日                                | ブーツをぬいで朝食を                                   | Blu-spec CD2         |
| 10       | 1978年12月20日                               | ファーストフライト                                     | LP カセットテープ    |
| 10       | 2021年9月17日                                | ファーストフライト                                     | Blu-spec CD2         |
| 11       | 1979年7月21日                                | Feeling Free                                           | LP カセットテープ    |
| 11       | 2021年9月17日                                | Feeling Free                                           | Blu-spec CD2         |
| 1980年代 |                                              |                                                        |                      |
| 12       | 1980年2月16日                                | SONGS/西城秀樹                                         | LP カセットテープ    |
| 12       | 2022年12月23日                               | SONGS/西城秀樹                                         | Blu-spec CD2         |
| 13       | 1980年8月21日                                | BIG SUNSHINE/西城秀樹                                  | LP カセットテープ    |
| 13       | 2022年12月23日                               | BIG SUNSHINE/西城秀樹                                  | Blu-spec CD2         |
| 14       | 1981年7月5日                                 | ポップンガール・ヒデキ                                 | LP カセットテープ    |
| 14       | 2022年12月23日                               | ポップンガール・ヒデキ                                 | Blu-spec CD2         |
| 15       | 1982年7月21日                                | CRYSTAL LOVE/西城秀樹                                  | LP カセットテープ    |
| 15       | 2022年12月23日                               | CRYSTAL LOVE/西城秀樹                                  | Blu-spec CD2         |
| 16       | 1983年7月21日                                | It's You                                               | LP カセットテープ    |
| 16       | 2013年10月30日                               | It's You                                               | CD                   |
| 16       | 2022年12月23日                               | It's You                                               | Blu-spec CD2         |
| 17       | 1984年3月5日                                 | GENTLE・A MAN                                          | LP カセットテープ    |
| 17       | 2013年10月30日                               | GENTLE・A MAN                                          | CD                   |
| 17       | 2022年12月23日                               | GENTLE・A MAN                                          | Blu-spec CD2         |
| 18       | 1985年7月21日                                | TWILIGHT MADE …HIDEKI                                  | LP カセットテープ CD |
| 18       | 2013年10月30日                               | TWILIGHT MADE …HIDEKI                                  | CD                   |
| 19       | 1986年6月5日                                 | FROM TOKYO                                             | LP カセットテープ CD |
| 19       | 2013年10月30日                               | FROM TOKYO                                             | CD                   |
| 20       | 1987年2月21日                                | PRIVATE LOVERS                                         | LP カセットテープ CD |
| 21       | 1988年4月21日                                | 33才                                                   | LP カセットテープ CD |
| 21       | 2013年10月30日                               | 33才                                                   | CD                   |
| 22       | 1989年7月21日                                | Golden Earrings                                        | CD カセットテープ    |
| 1990年代 |                                              |                                                        |                      |
| 23       | 1991年4月21日                                | MAD DOG                                                | CD カセットテープ    |

### カバー・アルバム
| #        | 発売日          | タイトル                              | 備考                                                                 |
| 1970年代 | 1970年代        | 1970年代                              | 1970年代                                                             |
| -------- | --------------- | ------------------------------------- | -------------------------------------------------------------------- |
| 1        | 1974年 4月25日  | 秀樹!エキサイティング・ポップス       | 1976年9月25日『西城秀樹 第5集』「ヒデキ・ロック & ロック」として復刻 |
| 2        | 1974年 10月10日 | 西城秀樹ロックの世界                  |                                                                      |
| 3        | 1976年 8月25日  | ヒデキ・ロック・オン・ステージ        |                                                                      |
| 4        | 1977年 11月25日 | ロックンロール・ミュージック/ヒデキ   |                                                                      |
| 1980年代 |                 |                                       |                                                                      |
| 5        | 1981年 3月5日   | HIDEKI SONG BOOK                      |                                                                      |
| 6        | 1986年 11月21日 | STRANGERS IN THE NIGHT                |                                                                      |
| 1990年代 |                 |                                       |                                                                      |
| 7        | 1996年 7月24日  | LIFE WORK                             | リメイク・アルバム                                                   |
| 2000年代 |                 |                                       |                                                                      |
| 8        | 2000年 3月29日  | Bailamos 2000                         | 過去のヒット曲をリミックスしたミニアルバム                           |
| 8        | 2013年 3月6日   | Bailamos 2000                         | CD再発                                                               |
| 9        | 2001年 6月27日  | PLANETS - 30th Anniversary 12 Songs - | リメイク盤                                                           |
| 9        | 2013年 3月6日   | PLANETS - 30th Anniversary 12 Songs - | CD再発                                                               |
| 2010年代 |                 |                                       |                                                                      |
| 10       | 2015年 4月13日  | 心響 -KODOU-                          | リメイク・アルバム                                                   |

### ベスト・アルバム
| #        | 発売日          | タイトル                                                      | 備考                                           |
| 1970年代 | 1970年代        | 1970年代                                                      | 1970年代                                       |
| -------- | --------------- | ------------------------------------------------------------- | ---------------------------------------------- |
| 1        | 1973年 10月25日 | 西城秀樹オリジナル・ゴールデン・ヒット曲集                    |                                                |
| 2        | 1973年 11月25日 | 西城秀樹ベスト・24デラックス                                  |                                                |
| 3        | 1974年 6月25日  | 西城秀樹ゴールド30                                            |                                                |
| 4        | 1974年 11月25日 | 西城秀樹ゴールデン・ヒット・デラックス                        |                                                |
| 5        | 1975年 5月25日  | 西城秀樹ゴールデン・ヒット・デラックス                        |                                                |
| 6        | 1975年 10月25日 | 西城秀樹ビッグ・ヒット20                                      |                                                |
| 7        | 1975年 11月25日 | 西城秀樹ゴールデン・ヒット・デラックス16                      |                                                |
| 8        | 1976年 11月5日  | 西城秀樹ゴールデン・ヒット・デラックス16                      |                                                |
| 9        | 1977年 4月25日  | 5年の歩み/西城秀樹                                            |                                                |
| 10       | 1977年 11月5日  | 西城秀樹スペシャル                                            |                                                |
| 11       | 1978年 4月25日  | ベリー・ベスト・シリーズ/西城秀樹                             |                                                |
| 12       | 1978年 12月5日  | スター・マイ・セレクション・シリーズ/西城秀樹                 |                                                |
| 13       | 1979年 4月5日   | YOUNG MAN/HIDEKI FLYING UP                                    |                                                |
| 13       | 1995年 7月21日  | YOUNG MAN/HIDEKI FLYING UP                                    | CD                                             |
| 13       | 2021年9月17日   | YOUNG MAN/HIDEKI FLYING UP                                    | Blu-spec CD2                                   |
| 1980年代 |                 |                                                               |                                                |
| 14       | 1980年 12月1日  | ベスト・ヒット/西城秀樹                                       |                                                |
| 15       | 1980年 12月6日  | スーパー・ツイン/西城秀樹                                     |                                                |
| 16       | 1981年 4月13日  | HIDEKI PRESENTS 30 SONGS from Best Hit Chart                  | シングル30曲ベストテン入り記念ベスト・アルバム |
| 17       | 1981年 11月1日  | 西城秀樹ベスト28                                              |                                                |
| 18       | 1981年 12月1日  | 西城秀樹ベスト・ヒット集                                      |                                                |
| 19       | 1982年 11月21日 | 青春3650/西城秀樹                                             | デビュー10周年記念ベスト・アルバム             |
| 20       | 1982年 12月16日 | THE BEST 西城秀樹                                             |                                                |
| 21       | 1983年 12月1日  | BEST 16 西城秀樹                                              |                                                |
| 22       | 1984年 8月5日   | 背中からI Love You/西城秀樹                                   |                                                |
| 23       | 1984年 12月24日 | Myself/西城秀樹                                               |                                                |
| 24       | 1985年 12月26日 | HIDEKI SAIJO/IN SEARCH OF LOVE                                |                                                |
| 25       | 1986年 11月15日 | BEST PACK/西城秀樹                                            |                                                |
| 26       | 1987年 12月25日 | BEST PACK/西城秀樹                                            |                                                |
| 1990年代 |                 |                                                               |                                                |
| 27       | 1991年 12月16日 | ヒデキハウス                                                  |                                                |
| 28       | 1991年 12月16日 | HIDEKI DANCE3                                                 |                                                |
| 29       | 1993年 9月22日  | History of Hideki Saijo vol.1,vol.2                           |                                                |
| 30       | 1999年 6月23日  | 西城秀樹シングル・コレクション-77の軌跡                       |                                                |
| 31       | 1999年 12月16日 | HIDEKI 70's                                                   |                                                |
| 32       | 1999年 12月16日 | HIDEKI 80's                                                   |                                                |
| 33       | 1999年 12月16日 | HIDEKI 90's                                                   |                                                |
| 34       | 1999年 12月16日 | HIDEKI B-side story                                           | シングルB面集                                  |
| 2000年代 |                 |                                                               |                                                |
| 35       | 2001年 6月20日  | Essential HIDEKI 30th Anniversary Best Collection (1972-1999) |                                                |
| 36       | 2002年 9月10日  | 西城秀樹 ベスト第1集                                          |                                                |
| 37       | 2004年 12月22日 | GOLDEN☆BEST 西城秀樹                                          |                                                |
| 38       | 2005年 12月11日 | 西城秀樹 スーパーベスト                                       |                                                |
| 39       | 2006年 9月1日   | 西城秀樹 Best★BEST                                            |                                                |
| 40       | 2007年 6月20日  | Future Songbook 1999-2007                                     | 未発表曲収録                                   |
| 40       | 2013年 3月6日   | Future Songbook 1999-2007                                     | CD再発                                         |
| 41       | 2009年 9月15日  | 西城秀樹 スーパーベスト                                       |                                                |
| 2010年代 |                 |                                                               |                                                |
| 42       | 2010年 4月28日  | GOLDEN☆BEST deluxe 西城秀樹                                   |                                                |
| 43       | 2012年 7月18日  | GOLDEN☆BEST 西城秀樹 シングルコレクション                     |                                                |
| 44       | 2013年 6月26日  | 秀樹カンゲキ!!MIX!!西城秀樹ノンストップヒッツ!!               |                                                |

### ライブ・アルバム
| #        | 発売日         | タイトル                                             | 備考                                                     |
| 1970年代 | 1970年代       | 1970年代                                             | 1970年代                                                 |
| -------- | -------------- | ---------------------------------------------------- | -------------------------------------------------------- |
| 1        | 1973年6月15日  | 西城秀樹オン・ステージ                               | 大阪・毎日ホールでのコンサートを収録                     |
| 1        | 1976年9月25日  | 西城秀樹オン・ステージ                               | 『西城秀樹 第3集』「ヒデキ・オン・ステージ」として復刻   |
| 1        | 2021年12月24日 | 西城秀樹オン・ステージ                               | Blu-spec CD2                                             |
| 2        | 1974年2月10日  | 西城秀樹リサイタル/ヒデキ・愛・絶叫!                 | 東京・郵便貯金ホールでの第2回コンサートを収録            |
| 2        | 2021年12月24日 | 西城秀樹リサイタル/ヒデキ・愛・絶叫!                 | Blu-spec CD2                                             |
| 3        | 1975年2月5日   | 西城秀樹リサイタル/新しい愛への出発                  | 東京・郵便貯金ホールでの第3回コンサートを収録            |
| 3        | 2021年12月24日 | 西城秀樹リサイタル/新しい愛への出発                  | Blu-spec CD2                                             |
| 4        | 1975年9月25日  | ヒデキ・オン・ツアー                                 | 初の全国ツアーコンサートを収録                           |
| 4        | 2021年12月24日 | ヒデキ・オン・ツアー                                 | Blu-spec CD2                                             |
| 5        | 1976年1月25日  | MEMORY - 西城秀樹20歳の日記                          | 後半は、日本武道館での第1回コンサートを収録              |
| 5        | 2021年12月24日 | MEMORY - 西城秀樹20歳の日記                          | Blu-spec CD2                                             |
| 6        | 1977年1月25日  | HIDEKI LIVE'76                                       | 日本武道館での第2回コンサートを収録                      |
| 6        | 2022年6月24日  | HIDEKI LIVE'76                                       | Blu-spec CD2                                             |
| 7        | 1977年12月20日 | わが青春の北壁/西城秀樹                              | 日生劇場での初のミュージカルを収録                       |
| 7        | 2022年6月24日  | わが青春の北壁/西城秀樹                              | Blu-spec CD2                                             |
| 8        | 1978年6月25日  | バレンタインコンサート・スペシャル/西城秀樹 愛を歌う | 日比谷公会堂でのコンサートを収録                         |
| 8        | 2022年6月24日  | バレンタインコンサート・スペシャル/西城秀樹 愛を歌う | Blu-spec CD2                                             |
| 9        | 1978年9月25日  | BIG GAME'78 HIDEKI                                   | 後楽園球場での第1回コンサート等、全国16ヶ所中4ヶ所で収録 |
| 9        | 2022年6月24日  | BIG GAME'78 HIDEKI                                   | Blu-spec CD2                                             |
| 10       | 1979年2月25日  | 永遠の愛7章/西城秀樹                                 | 日本武道館での第5回コンサートを収録                      |
| 10       | 2022年6月24日  | 永遠の愛7章/西城秀樹                                 | Blu-spec CD2                                             |
| 11       | 1979年10月9日  | BIG GAME'79 HIDEKI                                   | 後楽園球場での第2回コンサートを収録                      |
| 11       | 1999年7月23日  | BIG GAME'79 HIDEKI                                   | 初CD化                                                   |
| 11       | 2022年6月24日  | BIG GAME'79 HIDEKI                                   | Blu-spec CD2                                             |
| 1980年代 |                |                                                      |                                                          |
| 12       | 1980年6月5日   | 限りない明日をみつめて/西城秀樹                      | 日生劇場でのコンサートを収録                             |
| 13       | 1980年9月5日   | BIG GAME'80 HIDEKI                                   | 後楽園球場での第3回コンサートを収録                      |
| 13       | 2023年11月24日 | BIG GAME'80 HIDEKI                                   | Blu-spec CD2                                             |
| 14       | 1981年10月5日  | BIG GAME'81 HIDEKI                                   | 後楽園球場での第4回コンサートを収録                      |
| 14       | 2023年11月24日 | BIG GAME'81 HIDEKI                                   | Blu-spec CD2                                             |
| 15       | 1983年2月5日   | HIDEKI RECITAL - 秋ドラマチック                      | 日本武道館での第9回コンサートを収録                      |
| 16       | 1983年9月15日  | BIG GAME'83 HIDEKI FINAL IN STADIUM CONCERT          | 大阪球場での第10回ファイナルコンサートを収録             |
| 16       | 2023年11月24日 | BIG GAME'83 HIDEKI FINAL IN STADIUM CONCERT          | Blu-spec CD2                                             |
| 17       | 1984年9月15日  | JUST RUN'84 HIDEKI                                   | 日本武道館での第11回コンサートを収録                     |
| 18       | 1985年3月15日  | '85 HIDEKI Special in Budokan - for 50 songs -       | 日本武道館での第12回コンサート（シングル50曲記念）を収録 |
| 1990年代 |                |                                                      |                                                          |
| 19       | 1996年6月21日  | Rock To The Future (D・LIVE ORIGINAL COMPILATION)    | 赤坂BLITZでのロック・ミュージカルを収録                  |
| 2020年代 |                |                                                      |                                                          |
| 20       | 2023年11月24日 | BIG GAME '82 HIDEKI SUMMER in OHMUTA                 | 1982年に福岡県大牟田市で行われたコンサートを収録         |

### BOXセット
| #        | 発売日          | タイトル                                                            | 備考 |          |          |          |
| 1980年代 | 1980年代        | 1980年代                                                            | 1980年代 | 1980年代 | 1980年代 | 1980年代 |
| -------- | --------------- | ------------------------------------------------------------------- | --- | -------- | -------- | -------- |
| 1        | 1988年 9月21日  | HIDEKI CD BOX - Beloved 120 Songs -                                 | シングル60曲記念ベスト・アルバム |          |          |          |
| 1990年代 |                 |                                                                     | |          |          |          |
| 2        | 1994年 12月16日 | HIDEKI SAIJO EXCITING AGE '72-'79                                   | ・ワイルドな17才 ・青春に賭けよう ・エキサイティング秀樹 - ちぎれた愛/情熱の嵐 ・傷だらけのローラ ・エキサイティング秀樹 Vol.5 - 恋の暴走/この愛のときめき ・愛と情熱の青春 ・若き獅子たち ・ブーツをぬいで朝食を ・ファーストフライト ・YOUNG MAN/HIDEKI FLYING UP ・Feeling Free |          |          |          |
| 3        | 1999年 12月16日 | HIDEKI SUPER LIVE BOX                                               | 復刻ライブ・アルバム（6CD） ・西城秀樹オン・ステージ（DISC 1に一部の楽曲が収録） ・西城秀樹リサイタル/ヒデキ・愛・絶叫! ・西城秀樹リサイタル/新しい愛への出発（DISC 1に一部の楽曲が収録） ・バレンタインコンサート・スペシャル/西城秀樹 愛を歌う（DISC 2に一部の楽曲が収録） ・永遠の愛7章/西城秀樹（DISC 2に一部の楽曲が収録） ・BIG GAME'78 HIDEKI（DISC 3に一部の楽曲が収録） ・BIG GAME'80 HIDEKI（DISC 3に一部の楽曲が収録） ・BIG GAME'81 HIDEKI（DISC 3に一部の楽曲が収録） ・限りない明日を見つめて/西城秀樹（DISC 4に収録） ・'85 HIDEKI Special in Budokan -for 50 songs-（DISC 5、DISC 6に収録） |          |          |          |
| 2000年代 |                 |                                                                     | |          |          |          |
| 4        | 2003年 12月17日 | THE STAGES OF LEGEND -栄光の軌跡-                                   | 復刻ライブ（DVD） ・BIG GAME'83 HIDEKI FINAL IN STADIUM CONCERT ・'85 HIDEKI Special in Budokan -for 50 songs- ・Caravan From Tokyo -HIDEKI SAIJO CONCERT TOUR '86- ・HIDEKI SAIJO CONCERT TOUR '91 FRONTIER ROAD ・HIDEKI SAIJO CONCERT 3-09-Thank you- ・HIDEKI SAIJO LIFE WORK 7 TREASURES ・特典映像スペシャルDISC |          |          |          |
| 5        | 2007年 12月19日 | The 35th Anniversary Memorial Box HIDEKI Complete Singles 1972-1999 | デビュー35周年記念ベスト・アルバム（9CD+DVD）。特典DVDにはNHK『ビッグショー・若さを誇らしく思う時に』（1977年11月20日放送）を収録。 |          |          |          |
| 2010年代 |                 |                                                                     | |          |          |          |
| 6        | 2012年 8月20日  | 絶叫・情熱・感激/西城秀樹                                           | ベスト（2CD）+カヴァー（CD）+ライブ（CD+DVD） |          |          |          |
| 7        | 2015年 7月15日  | THE STAGES OF LEGEND -栄光の軌跡- HIDEKI SAIJO AND MORE             | DISC1からDISC7までは2003年12月17日発売のライブDVD『THE STAGES OF LEGEND -栄光の軌跡-』と同一で、DISC8とDISC9は初DVD化されたもの ・BIG GAME'83 HIDEKI FINAL IN STADIUM CONCERT ・'85 HIDEKI Special in Budokan -for 50 songs- ・Caravan From Tokyo -HIDEKI SAIJO CONCERT TOUR '86- ・HIDEKI SAIJO CONCERT TOUR '91 FRONTIER ROAD ・HIDEKI SAIJO CONCERT 3-09-Thank you- ・HIDEKI SAIJO LIFE WORK 7 TREASURES ・特典映像スペシャルDISC ・ブロウアップ ヒデキ ・HIDEKI MY LOVE Hideki Saijo IN BUDOKAN |          |          |          |
| 8        | 2017年 11月15日 | HIDEKI NHK Collection 西城秀樹 〜若さと情熱と感激と〜               | DVD3枚組 / 全123曲 / 収録時間 339分。別冊歌詞ブックレット付セット 117曲が初商品化のDVD3枚組BOX |          |          |          |
| 9        | 2019年 5月16日  | HIDEKI UNFORGETTABLE                                                | シングル87曲＋未発表曲5曲全92曲収録。写真集、全曲解説、DVD含むBOXセット CD5枚、DVD1枚、計6枚組 |          |          |          |

### 参加アルバム
| 1 | 1986年 12月5日 | SWINGIN' HOUSE     | 藤家虹二クインテット&ザ・キャップスによるスウィングジャズのアルバム中『Memories Of You』を日本語詞で歌唱(LP/SIDE B1、CD/トラック9に収録)                                                         |
| 2 | 2016年 3月30日 | 昭和同窓会アルバム | 昭和時代のヒット曲を同じ時代のヒットアーティスト「2020 TOKYO FRIENDS」が歌う昭和世代向けのカバーアルバム(全17曲) トラック1(「ホップ・ステップ・ジャンプ」)、トラック17(「YOUNG MAN (Y.M.C.A.)」) |

### トリビュート・アルバム
| 1 | 1997年 7月24日 | 西城秀樹ROCKトリビュート KIDS’WANNA ROCK! | 西城の曲を聞いて育った次世代のロック・アーティスト達によるトリビュート・アルバム |

### 映像作品
| #        | 発売日          | タイトル                                                                | フォーマット | 備考 |
| 1980年代 | 1980年代        | 1980年代                                                                | 1980年代     | 1980年代 |
| -------- | --------------- | ----------------------------------------------------------------------- | ------------ | --- |
| 1        | 1982年 2月10日  | HIDEKI MY LOVE Hideki Saijo IN BUDOKAN                                  | VHD          | 日本武道館での第8回コンサートのライブ・ビデオ |
| 2        | 1984年 3月5日   | BIG GAME'83 HIDEKI FINAL IN STADIUM CONCERT                             | VHS          | 大阪球場での第10回ファイナルコンサートのライブ・ビデオ |
| 3        | 1985年 3月21日  | ブロウアップ ヒデキ                                                     | VHS          | 1975年に開催された『西城秀樹・全国縦断サマーフェスティバル』を追って撮影されたドキュメンタリー映画（同年に全国公開上映）のビデオ                                                    |
| 3        | 2015年 7月15日  | ブロウアップ ヒデキ                                                     | DVD          | 復刻DVD |
| 4        | 1985年 4月21日  | '85 HIDEKI Special in Budokan - for 50 songs -                          | VHS          | シングル50曲記念となる日本武道館での第12回コンサートのライブ・ビデオ |
| 4        | 1985年 4月21日  | '85 HIDEKI Special in Budokan - for 50 songs -                          | LD           | シングル50曲記念となる日本武道館での第12回コンサートのライブ・ビデオ |
| 5        | 1987年 2月15日  | Caravan From Tokyo-HIDEKI SAIJO CONCERT TOUR '86-                       | VHS          | 海外コンサートツアーのライブ・ビデオ |
| 6        | 1987年 6月21日  | HIDEKI ADVENTURE IN THE REEF/西城秀樹 青の世界 グレート・バリア・リーフ | VHS          | カバー曲含めた全11曲（1,9,11 は西城のオリジナル） |
| 6        | 1987年 6月21日  | HIDEKI ADVENTURE IN THE REEF/西城秀樹 青の世界 グレート・バリア・リーフ | LD           | カバー曲含めた全11曲（1,9,11 は西城のオリジナル） |
| 1990年代 |                 |                                                                         |              | |
| 7        | 1991年 10月2日  | HIDEKI SAIJO CONCERT TOUR '91 FRONTIER ROAD                             | VHS          | 東京・厚生年金会館での20周年記念コンサートのライブ・ビデオ |
| 8        | 1995年 7月5日   | HIDEKI SAIJO CONCERT 39                                                 | VHS          | ライブ・ビデオ |
| 9        | 1997年 1月22日  | HIDEKI SAIJO LIFE WORK 7 TREASURES                                      | VHS          | ヒストリー・ビデオ |
| 2000年代 |                 |                                                                         |              | |
| 10       | 2000年 11月22日 | Bailamos 2000                                                           | VHS          | 東京・厚生年金会館でのコンサートを収録 |
| 10       | 2000年 11月22日 | Bailamos 2000                                                           | DVD          | 東京・厚生年金会館でのコンサートを収録 |
| 2010年代 |                 |                                                                         |              | |
| 11       | 2017年 11月15日 | HIDEKI NHK Collection 西城秀樹 〜若さと情熱と感激と〜                   | DVD          | 「紅白歌合戦」「レッツゴーヤング」「ビッグショー」「歌謡コンサート」等、NHKの歌番組から厳選された123シーンを収録。映像117曲及び全18回出場中16回の「紅白歌合戦」出場歌唱シーンを収録 |
| 2020年代 |                 |                                                                         |              | |
| 12       | 2020年 3月25日  | '85 HIDEKI Special in Budokan - for 50 songs -                          | Blu-ray      | シングル50曲記念となる日本武道館での第12回コンサートのライブ・初のBlu-ray化 |
| 13       | 2020年 5月16日  | 西城秀樹 IN 夜のヒットスタジオ                                          | DVD          | フジテレビに現存する「夜のヒットスタジオ」のアーカイブ映像 |
| 14       | 2022年 3月25日  | THE 50 HIDEKI SAIJO song of memories                                    | DVD          | 「8時だョ!全員集合」「ザ・ベストテン」「日本レコード大賞」「セブンスターショー」他TBSでの出演集。                                                                                   |

### 参加楽曲
| 発売日        | 商品名                                                  | 歌       | 楽曲                   | 備考                                  |
| ------------- | ------------------------------------------------------- | -------- | ---------------------- | ------------------------------------- |
| 2016年4月27日 | NHKみんなのうた 55 アニバーサリー・ベスト〜チョコと私〜 | 西城秀樹 | 「陽光のなかの僕たち」 | NHK『みんなのうた』1988年4〜5月放送曲 |

## タイアップ
| 曲名                            | タイアップ                                                                      | 収録作品                                  |
| ------------------------------- | ------------------------------------------------------------------------------- | ----------------------------------------- |
| 信じれば                        | ハウス食品「ポテトチップス」CFソング                                            | アルバム『Feeling Free』                  |
| 俺たちの時代                    | モスクワ・オリンピック JOC応援歌                                                | シングル「俺たちの時代」                  |
| 南十字星                        | 東宝映画『南十字星』主題歌                                                      | シングル「南十字星」                      |
| 一万光年の愛                    | 科学万博つくば '85 開会式テーマソング                                           | シングル「一万光年の愛」                  |
| ミスティー・ブルー              | コーセー化粧品“夏のキャンペーン”テーマ・ソング                                  | シングル「ミスティー・ブルー」            |
| 愛の翼 -It's All Behind Us Now- | 「Wing」CMソング                                                                | シングル「腕の中へ -In Search of Love-」  |
| 約束の旅 〜帰港〜               | NHK総合テレビ 連続テレビ小説『都の風』イメージ・ソング                          | シングル「約束の旅 〜帰港〜」             |
| Blue Sky                        | アサヒ生ビール '88キャンペーンソング                                            | シングル「Blue Sky」                      |
| ONE 〜愛する人のために〜        | 日本民間放送連盟 '88 “交通安全キャンペーンソング”                               | シングル「ONE 〜愛する人のために〜」      |
| Try Today                       | 原ヘルス工業「バブルスター」CFソング                                            | シングル「33才」                          |
| 走れ正直者                      | フジテレビアニメ『ちびまる子ちゃん』エンディングテーマ                          | シングル「走れ正直者」                    |
| Mad Dog                         | Vシネマ『ザ・ヒットマン 血はバラの匂い』主題歌                                  | アルバム『MAD DOG』                       |
| もいちど                        | ハウス食品「うまいっしょ」CMソング                                              | シングル「もいちど」                      |
| ブーメランストレート            | TBS系TV『生生生生ダウンタウン』エンディングテーマ                               | シングル「ブーメランストレート」          |
| LOVE SONGを永遠に               | 『STOP AIDS CONCERT』イメージソング                                             | シングル「いくつもの星が流れ」            |
| SAYYEA',JAN-GO                  | Jリーグサンフレッチェ広島F.C応援歌                                              | シングル「SAYYEA',JAN-GO」                |
| 愛が止まらない                  | ノエビア“コスメティク ルネッサンス”CMイメージソング                             | シングル「愛が止まらない」                |
| 心の扉                          | 日本テレビ系『江戸の用心棒II』主題歌                                            | シングル「心の扉」                        |
| LOVE MEANS                      | テレビ東京系『ワールドビジネスサテライト』エンディングテーマ                    | シングル「round'n'round」                 |
| moment                          | CX系『HEY!HEY!HEY! MUSIC CHAMP』エンディングテーマ                              | シングル「moment」                        |
| ターンAターン                   | フジテレビ系アニメーション『∀ガンダム』オープニングテーマ                       | シングル「ターンAターン」                 |
| Bailamos 〜Tonight we dance〜   | テレビ東京系『釣りロマンを求めて』テーマ曲                                      | シングル「Bailamos 〜Tonight we dance〜」 |
| 恋をしようよ                    | TBS系TV『スーパー知恵MON』エンディングテーマ曲                                  | シングル「Bailamos 〜Tonight we dance〜」 |
| Everybody Dance                 | NHK教育テレビ『天才てれびくんワイド』内『ベイベーばあちゃん』エンディングテーマ | シングル「Everybody Dance」               |
| ベジタブル・ワンダフル          | NHK教育テレビ『趣味の園芸 やさいの時間』エンディングテーマ                      | シングル「ベジタブル・ワンダフル」        |

### タイアップ（非売品シングル、アルバム等）
- 風のシンフォニー〜あすの予感が聴こえる（文化庁第5回国民文化祭・愛媛90賛歌、作詞:益田光利/補作詞:荒木とよひさ 作曲:井上大輔 編曲:山川恵津子 非売品カセットテープ2000本、CD1000枚、レコード500枚が配布された。1990年）
- あしたへジャンプテーマ音楽（NHK教育テレビ、1986年4月7日から1996年3月13日まで放送された小学生向けの教育ドラマ。前期上條恒彦からのバトンタッチで後期を担当）
- Earth of Love 〜未来の子供たちへのメッセージ〜（1991年11月3日に福島市公会堂で行われた「第一回古関裕而記念音楽祭」参加曲(オープニング含め12楽曲収録の非売品CD)、作詞：麻生香太郎、作曲：宮川泰）
- ラッキー☆ムーチョ（ディズニー長編アニメーション映画『ラマになった王様』日本語版主題歌。原語版オープニングテーマであるトム・ジョーンズの「パーフェクト・ワールド」のカバーであり、ムーチョ☆ヒデキ名義で歌唱。2000年） なお2001年6月27日発売(2013年3月6日再発売)のセルフカヴァーアルバム「PLANETS - 30th Anniversary 12 Songs -」にボーナストラックとして収録されている。
- 旅の途中〜ドイツより愛を込めて〜（桑名正博の呼びかけにより制作されたチャリティーCD、c/w『平和のハーモニー』。松本孝弘をはじめ、著名なミュージシャン達が参加している。収益はドイツ国際平和村を通じて世界の恵まれない子供たちのために使われた。2001年12月14日発売、作詞・作曲：桑名正博、編曲：芳野藤丸・河内淳貴）

### CMソング
- 心がふれあう おいしいファンタ (日本コカ・コーラ『ファンタ』、作詞 落合恵子 作曲編曲クニ河内、非売品のソノシートが(1)西城秀樹(2)チェリッシュの歌唱で存在した、1973年)
- バンジョーとカズーイの大冒険（任天堂、1998年）

## 出演

### テレビドラマ
- 決めろ!フィニッシュ 第12話「勝利への足あと」第13話「心にトロフィーを持て」（1972年、TBS） - 牧田弘 役
- 刑事くん(第2シリーズ) 第25話「ちぎれた愛」（TBS、1973年10月1日） - 西垣基樹 役　※主演ゲスト
- 水曜劇場 寺内貫太郎一家（TBS、1974年） - 寺内周平 役　※レギュラー
- 水曜劇場 寺内貫太郎一家2（TBS、1975年） - 寺内周平 役　※レギュラー
- あこがれ共同隊（TBS、1975年） - 畠山竜也 役 ※第1話～第7話レギュラー
- 水曜劇場 花吹雪はしご一家（TBS、1975年） - 銀二 役　※レギュラー
- 事件ファイル110 甘ったれるな 第2話「十八歳・自殺の謎」（TBS、1976年）- 賀川和彦 役
- 一丁目物語 ゴッドマザーの二度目の青春 第6話　- 一条英夫 役　(日本テレビ、1977年)
- 気になる季節 第1話「泥まみれの青春」第4話「その恋待った!!」（テレビ朝日、1977年）
- 欽ちゃんドラマ・Oh!階段家族!! 第17話「ホップステップ階段跳び」（日本テレビ、1979年8月3日）- 西川 役
- 愛ってなんですか 第8回「勇気があれば」（フジテレビ、1979年8月25日）- 信介 役  ※主演
- 東芝日曜劇場「翔べイカロスの翼」（TBS、1979年10月7日） - 栗崎史郎 役　※主演
- 水曜劇場 なぜか初恋・南風 第17話「眼をあけて落ちろ!」(TBS、1980年6月4日) - 英夫 役
- 東芝日曜劇場「遠くはなれて子守唄」（TBS、1980年11月23日） - 野沢圭司 役　※主演　※1981年日本民間放送連盟賞優秀賞受賞作品
- 木曜ゴールデンドラマ 青年 さらば愛しき日々よ！（よみうりテレビ、1981年4月30日） - 透 役　※主演
- かくれんぼ（日本テレビ、1981年）
- ホームスイートホーム（日本テレビ、1982年） - 北田勇一 役　※レギュラー
- 明石貫平35才（日本テレビ、1983年） - 並河勇 役 ※レギュラー
- 恋に恋して恋きぶん（TBS、1987年） - 矢島直人 役　※レギュラー
- CAT'S EYE キャッツ・アイ ミッドナイトは恋のアバンチュール（日本テレビ、1988年7月23日） - 内海俊夫 役
- 妻たちの鹿鳴館（TBS、1988年10月8日） - 源八 役
- 男と女のミステリー「くねり坂」（フジテレビ、1988年10月14日） - 桑本幸治 役
- 直木賞作家サスペンス「持ち逃げ 私の愛・連れてって」（関西テレビ、1989年3月6日）- 丸目吾郎 役　※主演
- SERIES DRAMA 10 第2作「夜の長い叫び」（NHK総合、1989年）- 見城等 役
- 水曜グランドロマン「風に吹かれて」（日本テレビ、1989年6月14日）- 杉原宏 役
- さよなら李香蘭（フジテレビ、1989年12月21日と12月22日） - 松岡謙一郎 役
- 日曜劇場「話してよいつものように」（TBS、1990年7月1日） - 大木慎介 役
- 大型時代劇スペシャル  三姉妹 （TBS、1990年10月6日）- 青江金五郎 役
- 徳川無頼帳（テレビ東京、1992年） - 柳生十兵衛 役  ※レギュラー
- 火曜サスペンス劇場「季節はずれの宿泊客」（日本テレビ、1993年1月12日）- 上野隆 役
- 系列（NHK総合、1993年5月29日） - 浜岡恒男 役
- 水戸黄門第22部 第15話「牢屋に入った黄門様 -広島-」（TBS、1993年8月23日） - 夜烏の千太郎 役
- 系列II　前編「自動車メーカー、系列切り離しへ動く」、後編「自動車業界の新しい企業家精神」（NHK総合、1994年） - 浜岡恒男 役
- 向田邦子ドラマスペシャル 寺内貫太郎一家'98秋（TBS、1998年9月24日） - 寺内周平 役
- 向田邦子ドラマスペシャル 寺内貫太郎一家2000（TBS、2000年9月22日） - 寺内周平 役
- バブル（NHK総合、2001年）- 菊井嘉則 役  ※レギュラー
- ミュージック in ドラマ「ホシに願いを」（NHK、2004年3月6日）
- 夏のラブ&サスペンスシリーズ「芸能界風雲録 ～一寸先は闇～」（日本テレビ、2006年8月1日） - 津島裕介 役
- 水曜ミステリー9 忘却の調べ～オブリビオン～（テレビ東京、2007年5月27日） - 岸田信彦 役  ※横溝正史ミステリ大賞　テレビ東京賞受賞作品
- 連続テレビ小説 つばさ（NHK総合、2009年） - 斎藤浩徳 役  ※レギュラー
- 時々迷々（2011年度放送分）第5回「ヒデキに会いたい! 」（NHK総合、2011年6月10日） - 本人 役

### 映画
- としごろ（1973年）
- ひとつぶの涙（1973年）
  - 森田健作、吉沢京子、水谷豊、桜田淳子、森次晃嗣、田島令子、高岡健二、津島恵子、大村崑
- 恋は放課後（1973年）
  - 松坂慶子、沖雅也、石田信之、秋谷陽子、川崎あかね
- しあわせの一番星（1974年）
- 愛と誠（1974年） ※主演映画
- あゝ決戦航空隊（1974年）
  - 鶴田浩二、北大路欣也、松方弘樹、渡瀬恒彦、小林旭、中村玉緒、檀ふみ、黒沢年男、安藤昇、梅宮辰夫、池部良、菅原文太
- ブロウアップ ヒデキ（1975年） ※ドキュメンタリー映画
  - 初の全国縦断コンサートの模様がライブ映像で記録。
- おれの行く道（1975年） 
  - 田中絹代、池上季実子、河原崎長一郎、夏純子、片桐夕子
- 傷だらけの勲章（1986年） ※主演映画
- 天使行動（1987年） ※主演、香港映画
- ザ・ヒットマン 血はバラの匂い（東映Vシネマ、1991年） ※主演映画
- 現代仁侠伝（1997年）
- コアラ課長(2006年1月14日公開)、裁判長役

### 舞台
- 花小袖清次（1989年、大阪新歌舞伎座） ※主演
- 仕立屋銀次（1990年、大阪新歌舞伎座） ※主演
- 元禄・暴れん坊（1991年、大阪新歌舞伎座） ※主演
- 寺内貫太郎一家（1999年、新橋演舞場）

### ミュージカル
- わが青春の北壁（劇団四季、1977年、日生劇場） ※主演
  - 滝田栄、久野綾希子、菅本烈子、三田和代
- デュエット（東宝、1984年・1986年、日生劇場） ※主演
  - 鳳蘭、石丸貴志、小野恵子、内田直哉、関武雄、奈木隆、本間仁、松沢重雄、大川令於、千葉美香、菅恵理子、藤原満美子
- 坂本龍馬（1989年・1991年、新神戸オリエンタル劇場・日本青年館） ※主演
  - 雪村いづみ、羽賀研二、井上純一
- ラヴ（コメディ、1993年・1996年、東京・大阪・名古屋・札幌） ※主演
  - 市村正親、鳳蘭
- Rock To The Future（Panasonic D・LIVE、1996年・1997年、赤坂BLITS） ※主演
  - 橋本さとし、美香、芳本美代子、黒田勇樹、オナペッツ、DIAMOND YUKAI、杏子、中山加奈子、SHIMA-CHANG、MITSUKO、中山美紀、白石紗澄李
- 新・演歌の花道（2002年、新宿コマ劇場・梅田コマ劇場）
  - 錦野旦、川島なお美、山口智充、平畠啓史、鈴木史朗、藤田憲子、鶴田さやか、音楽プロデュース・つんく♂
- 伝説のステージ FOREVER'70s-青春- （2003年、中日劇場・新宿コマ劇場・梅田コマ劇場）
  - 錦野旦、桑名正博、宮川花子、麻乃佳世、山崎裕太、平みち、朝香じゅん
- マルグリット（2011年3月17日 - 28日、赤坂ACTシアター・4月6日 - 10日、梅田芸術劇場メインホール）
  - 藤原紀香、田代万里生、松原剛志、飯野めぐみ、山崎裕太、横内正

### テレビアニメ
- 坊っちゃん（日生ファミリースペシャル、フジテレビ、1980年） - 主役 坊っちゃん 役
- 姿三四郎（日生ファミリースペシャル、フジテレビ、1981年） - 主役 姿三四郎 役
- ベイベーばあちゃん（NHK教育『天才てれびくんワイド』2002年） - HIDEKI 役　第33話「授業参観で大騒ぎ！」、第36話「一次審査合格!?」、第46話「2次オーディションなのだ!!」

### 劇場アニメ
- 黒い雨にうたれて（劇場公開(全国配給委員会)、1984年） - 主役 滝村順二 役

### 海外アニメ
- ラマになった王様（ブエナ・ビスタ・ピクチャーズ、2001年） - テーマソング・ガイ 役

### ラジオ
- ミュージックサタデー〜青春リターンマッチ〜（TBSラジオ、1986年）
- 毎日が新鮮 西城秀樹です（TBSラジオ、1991年）
- ヒデキとこず恵の楽しいデート（文化放送、1975年10月 - 1980年3月） 斎藤こず恵
- ヒデキとケン坊の鬼さんこちら（文化放送、1980年4月 - 1981年3月）
- ヒデキとヒロミのサンデーわいわい広場（文化放送、1981年4月 -1982年3月）太田裕美
- 西城秀樹のラズベリークラブ（文化放送、1984年 - 1986年）
- こちら女学院前 伊集院与作のまろはごきげん!（ニッポン放送）

### バラエティ
- とび出せ!真理ちゃん(TBS、1974年1月24日、第17回「アラジンと魔法のランプ」)
- はばたけ!真理ちゃん(TBS、1974年10月3日〜17日、第1回「赤毛のアン(前編)」、第2回「赤毛のアン(中編)」、第3回「赤毛のアン(後編)」)
- ロック イン ヒデキ（フジテレビ、1978年）
- UFOセブン大冒険（TBS、1978年6月1日）、第9回「秀樹ルミ子の北極探検」
- ヤンマーファミリーアワー 飛べ!孫悟空（TBS系列）、1978年6月27日「パルテノ王国の危機〜傷だらけの三蔵一行〜」、同年7月4日「パルテノ王国の危機〜パルテノ王子愛に死す!〜」
- マジカル7大冒険（TBS、1978年 - 1979年）、第10回「ウルトラマン対ガスラ?」、第20回「箱根の恋は天下の険」
- ミラクルTV大出動（TBS、1979年 - 1980年）、第1回「(タイトル不明)」、第10回「相撲中継 土俵がまっぷたつ」
- スターダッシュNo.1!（TBS、1980年）、第9回「ひとみモデルにスカウトされる」、第20回「拾った赤ちゃんはプレゼント?」
- ハウスこども劇場（テレビ朝日、1980年9月2日〜1981年3月24日）、この時期は「ハウス子供おはなし劇場」と改題されていた。
- モーニングサラダ（日本テレビ、1981年5月 - 1985年3月30日）
- ザ・スター 西城秀樹 〜人生の四季〜（フジテレビ、1983年6月〈全4回〉）
- 西城秀樹 グレートバリアリーフを潜る (テレビ東京、1987年3月14日)
- 西城秀樹 秘島モルディブ海底探検 (テレビ東京、1989年1月1日))
- 西城秀樹 4973kmフィリピン大冒険 (テレビ東京、1990年4月23日)
- TVクルーズ となりのパパイヤ（フジテレビ、1994年）
- 青春のポップス（NHK総合、1998年 - 2002）
- 同一首歌（中国中央電視台、2000年）
- 日高晤郎の語り芸・江戸人情噺「紺屋高尾」（札幌テレビ、2004年12月28日）
- まるまるちびまる子ちゃん第19話 (フジテレビ、2007年9月27日、子供向けバラエティ番組2時間スペシャルのドラマ部分に出演、役名：魚辰の辰）
- 趣味の園芸 やさいの時間（NHK教育、2009年）
  - 主題歌「ベジタブル・ワンダフル」（作詞：有森聡美/作曲：宅見将典）を歌う。同曲はiTunes Storeなどにおいてデジタル・シングルとして発売されている。
- ぐるっと食の旅 キッチンがゆく（NHK BSプレミアム、2013年 - 2014年）
- ヒデキの感激!NEXTハウス（BSジャパン、2014年4月 - 9月） - MC

### 広告
- ハウス食品（1973年から2002年まで）
  - 「バーモントカレー」 河合奈保子
  - 「ポテトチップス」 斉藤こず恵、高田純次
  - 「グラノラバー」
  - 「ジャワカレー」
  - 「六甲のおいしい水」
  - 「うまいっしょ」(出演なし、楽曲のみ)
  - 「咖喱屋カレーラーメン/カレーうどん」 桑名正博
  - 「天然効果」(サプリメント食品)
- 象印マホービン モアポット（1977年）
- ホクレン農業協同組合連合会 牛乳（1986年）
- モンド商事（1988年）
- ナショナル IHジャー炊飯器（1993年）
- サトウ食品
  - 「サトウの鏡餅」
- ヤマヒサ
  - 「ペティオ」
- ECC外語学院（1995年）
- シチズン時計
- HONDA
  - 「LEAD SS」
- 西友
- バイオテック
- テレビ新広島（FNS系列のテレビ局）
  - 「情熱電波 TSS」
- 東京通信ネットワーク（TTNet）
  - 「東京電話」
  - 「東京電話インターネット」
  - 「東京電話アステル」
- Yahoo!モバゲー[12]

### その他
- 「山本寛斎・晴海パッションナイツ」(ファッションショー)(1982年7月6日)

　東京国際見本市会場(晴海国際貿易センター)において開催。映画監督大島渚、宇崎竜童等と共にファッションモデルとして出演。
- 国歌独唱
  - 2001年5月27日、第68回『東京優駿(日本ダービー)』、於東京競馬場
  - 2004年8月18日、『キリンチャレンジカップ』対アルゼンチン戦、於エコパスタジアム
- ショートフィルム
  - 2004年、高木聡作品、『DANCE MASTER～踊る！ムーランルージュ笑店街～』友情出演、ウエスタンジョー役

### NHK紅白歌合戦出場歴
トップバッター（一番手）として初出場を果たした第25回NHK紅白歌合戦の西城のステージでは、自身の考案によりドライアイスによる演出が、紅白史上初めて行われた。
| 年度/放送回   | 回 | 曲目                                | 出演順 | 対戦相手           | 備考                            |
| ------------- | -- | ----------------------------------- | ------ | ------------------ | ------------------------------- |
| 1974年/第25回 | 初 | 傷だらけのローラ                    | 1/25   | 山口百恵           | 紅白初出場・トップバッター（1） |
| 1975年/第26回 | 2  | 白い教会                            | 7/24   | 桜田淳子           |                                 |
| 1976年/第27回 | 3  | 若き獅子たち                        | 7/24   | 和田アキ子         |                                 |
| 1977年/第28回 | 4  | ボタンを外せ                        | 7/24   | キャンディーズ     |                                 |
| 1978年/第29回 | 5  | ブルースカイブルー                  | 6/24   | 桜田淳子           |                                 |
| 1979年/第30回 | 6  | YOUNG MAN (Y.M.C.A.)                | 10/23  | ジュディ・オング   |                                 |
| 1980年/第31回 | 7  | サンタマリアの祈り                  | 5/23   | 岩崎良美           |                                 |
| 1981年/第32回 | 8  | ジプシー                            | 7/22   | 川中美幸           |                                 |
| 1982年/第33回 | 9  | 聖・少女                            | 4/22   | 高田みづえ         |                                 |
| 1983年/第34回 | 10 | ギャランドゥ                        | 1/21   | 岩崎宏美           | トップバッター(2)               |
| 1984年/第35回 | 11 | 抱きしめてジルバ -Careless Whisper- | 4/20   | 河合奈保子         |                                 |
| 1994年/第45回 | 12 | YOUNG MAN (Y.M.C.A.)（2回目）       | 14/25  | 森高千里           | 10年ぶりの復帰出場              |
| 1995年/第46回 | 13 | YOUNG MAN (Y.M.C.A.)（3回目）       | 15/25  | 中村美律子         |                                 |
| 1997年/第48回 | 14 | moment                              | 14/25  | DREAMS COME TRUE   | 2年ぶりの復帰出場               |
| 1998年/第49回 | 15 | 傷だらけのローラ（2回目）           | 7/25   | Every Little Thing |                                 |
| 1999年/第50回 | 16 | Bailamos 〜Tonight we dance〜       | 8/27   | 中村美律子         |                                 |
| 2000年/第51回 | 17 | ブルースカイブルー（2回目）         | 10/28  | Every Little Thing |                                 |
| 2001年/第52回 | 18 | Jasmine                             | 11/27  | 長山洋子           | 生涯最後の紅白出場              |

### 日本レコード大賞・本選出場歴
| 年度/開催回   | 回 | 受賞曲/候補曲        | 賞       |
| ------------- | -- | -------------------- | -------- |
| 1973年/第15回 | 1  | ちぎれた愛           | 歌唱賞   |
| 1974年/第16回 | 2  | 傷だらけのローラ     | 歌唱賞   |
| 1975年/第17回 | 3  | この愛のときめき     | 大賞候補 |
| 1976年/第18回 | 4  | 若き獅子たち         | 歌唱賞   |
| 1977年/第19回 | 5  | ボタンを外せ         | 大賞候補 |
| 1978年/第20回 | 6  | ブルースカイブルー   | 金賞     |
| 1979年/第21回 | 7  | 勇気があれば         | 金賞     |
| 1980年/第22回 | 8  | サンタマリアの祈り   | 金賞     |
| 1981年/第23回 | 9  | センチメンタルガール | 金賞     |
| 1982年/第24回 | 10 | 聖・少女             | 金賞     |
| 1983年/第25回 | 11 | ギャランドゥ         | 金賞     |

### ザ・ベストテン登場歴
| 放送回            | 週数 | 登場曲                              | 最高位 | 備考                          |
| ----------------- | ---- | ----------------------------------- | ------ | ----------------------------- |
| 第1回 - 第9回     | 9週  | ブーツをぬいで朝食を                | 第1位  | 2週連続1位                    |
| 第11回 - 第18回   | 8週  | あなたと愛のために                  | 第2位  |                               |
| 第21回 - 第31回   | 11週 | 炎                                  | 第4位  |                               |
| 第34回 - 第47回   | 14週 | ブルースカイブルー                  | 第3位  | 年間総合第9位                 |
| 第48回 - 第55回   | 8週  | 遙かなる恋人へ                      | 第5位  |                               |
| 第59回 - 第72回   | 14週 | YOUNG MAN (Y.M.C.A.)                | 第1位  | 9週連続1位（最高点獲得・2週） |
| 第72回 - 第82回   | 11週 | ホップ・ステップ・ジャンプ          | 第2位  |                               |
| 第87回 - 第98回   | 12週 | 勇気があれば                        | 第1位  | 2週連続1位                    |
| 第103回 - 第111回 | 9週  | 悲しき友情                          | 第4位  |                               |
| 第115回 - 第123回 | 9週  | 愛の園 (AI NO SONO)                 | 第3位  |                               |
| 第126回 - 第131回 | 6週  | 俺たちの時代                        | 第3位  |                               |
| 第133回 - 第135回 | 3週  | エンドレス・サマー                  | 第4位  |                               |
| 第144回 - 第147回 | 3週  | サンタマリアの祈り                  | 第9位  |                               |
| 第154回 - 第161回 | 8週  | 眠れぬ夜                            | 第3位  |                               |
| 第166回 - 第172回 | 7週  | リトルガール                        | 第5位  |                               |
| 第181回 - 第183回 | 3週  | セクシーガール                      | 第7位  |                               |
| 第209回           | 1週  | ジプシー                            | 第10位 |                               |
| 第218回 - 第224回 | 7週  | 南十字星                            | 第4位  |                               |
| 第231回 - 第235回 | 5週  | 聖・少女                            | 第6位  |                               |
| 第263回 - 第265回 | 3週  | ギャランドゥ                        | 第8位  |                               |
| 第359回 - 第361回 | 3週  | 抱きしめてジルバ -Careless Whisper- | 第9位  |                               |
| 第410回           | 1週  | 腕の中へ -In Search of Love-        | 第9位  |                               |

## 出版

### 著書
- 誰も知らなかった西城秀樹。（ペップ出版(ワニブックス参照)、1975年）
- 君におくろう僕の愛を（ペップ出版、1976年）
- ふたりぼっちの日曜日・ヒデキとこず恵の楽しいデート（徳間書店、1976年） - 斎藤こず恵共著
- いま、光の中で ー悩むな、つきすすめ、青春。. 明星デュエット・ブックスー03. 集英社. (1979)
- 熱き想いいつまでも. 日本文芸社. (1992). ISBN 4537022930
- バリスタイルの家 西城秀樹の快適アジアン生活のすすめ（イースト・プレス、2002年）
- あきらめない 脳梗塞からの挑戦（リベロ、2004年）
- ありのままに「三度目の人生」を生きる（廣済堂出版、2012年）
- THE 45・西城秀樹デビュー45周年フォトエッセイ（清流出版、2016年)
(2020年6月30日、電子書籍化）
- 西城秀樹 一生青春（青志社、2020年）
- 欲張らず七・五分でいこう（清流出版、2020年、電子書籍のみ)
- 誰も知らなかった西城秀樹。（青志社、2021年4月19日復刊）[13]

関連書籍
- 蒼い空へ － 夫・西城秀樹との18年 － 木本美紀・著（小学館、2018年11月 ISBN 978-409-3886437）

### 連載
- のどもと過ぎれば・・・（産経新聞、1995年4月8日 - 1997年4月5日、毎週土曜日）
- 秀樹とヒデキ（週刊朝日、2008年1月18日 - 2009年6月26日、全73話）
- 欲張らず七・五分でいこう（清流出版、「月刊『清流』」、2015年1月号 - 2016年12月号）
- ヒデキ!カンレキ!!（中日新聞、2015年10月7日 - 2016年9月21日、隔週水曜日、全25回）

### 写真集
- 西城秀樹 Young idol now『写真集』（勁文社、1974年1月1日）
- 西城秀樹写真集 HIDEKI（さうんどぱわあ、1974年10月21日）
- 季刊ポッポ 75'WINTER 全特集・西城秀樹のすべて（新興楽譜出版、1975年1月1日）
- The Young Lion 西城秀樹『写真集』（レオ企画、1976年11月10日）
- 写真集西城秀樹 HIDEKI（ワニブックス、1980年4月25日）
- Hideki Saijo（株式会社シンコーミュージック、1981年8月20日）
- MY SELF PORTRAIT（近代映画社、1984年12月15日）
- 武藤義 撮影『Body : 西城秀樹写真集』ワニブックス、1986年10月10日。
- H45・西城秀樹「独身最後の衝撃」（主婦と生活社、2001年3月23日）
- H45 2018 EDITION（青志社、2018年7月26日）
- HIDEKI FOREVER blue（集英社インターナショナル、2019年9月26日）
- HIDEKI FOREVER pop（集英社インターナショナル、2020年9月4日）上記写真集『HIDEKI FOREVER blue』のスピンオフ企画である。
- BODY2（青志社、2024年6月19日）[14]
- HIDEKI 19（青志社、2024年9月25日）[15]